# Bud Spencer

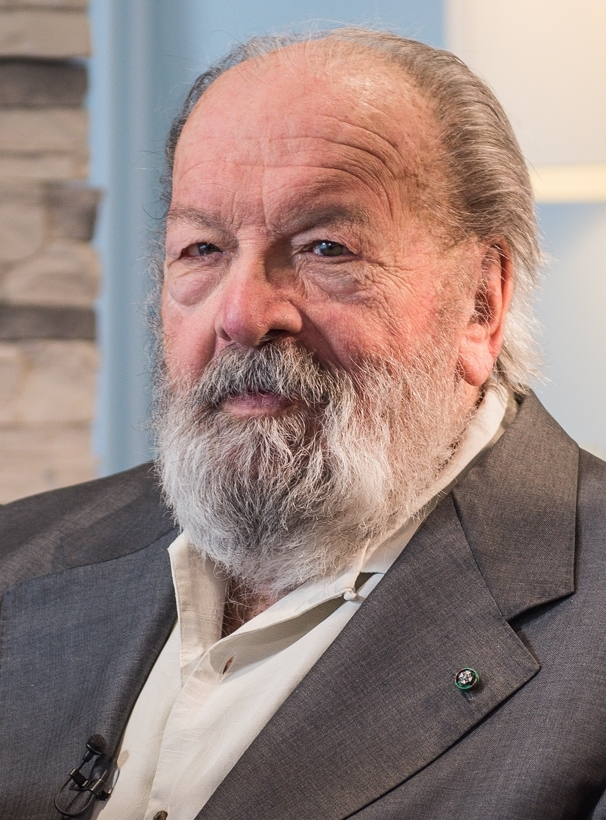
Bud Spencer (2015)

Bud Spencer (* 31. Oktober 1929 als Carlo Pedersoli in Neapel; † 27. Juni 2016 in Rom) war ein italienischer Film- und Fernsehschauspieler, Schwimmer, Wasserballspieler, Musiker, Komponist und Gründer der Fluglinie Mistral Air.
Er wurde ab Ende der 1960er-Jahre an der Seite von Terence Hill bekannt. Das Komikerduo trat in zahlreichen Abenteuer- und Western-Komödien mit ausgiebigen Prügelszenen und in einigen ernsteren Italowestern auf (Bud-Spencer-und-Terence-Hill-Filme). Spencer spielte meist den dickköpfigen, phlegmatischen, aber gutherzigen Charakter, der seine Gegner schlagkräftig außer Gefecht setzte.
Vor seiner Schauspielkarriere war er im Schwimmsport erfolgreich. So schwamm er als erster Italiener 100 Meter Freistil in unter einer Minute, gewann zehn Jahre in Folge in verschiedenen Disziplinen italienische Schwimmmeisterschaften und war Mitglied der italienischen Wasserballnationalmannschaft. 1952 und 1956 nahm er an den Olympischen Spielen in Helsinki bzw. in Melbourne teil.

## Leben

### Jugend und Ausbildung
Carlo Pedersoli wurde 1929 in Neapel als Sohn des Industriellen Alessandro Pedersoli geboren. 1937 begann er in einem örtlichen Schwimmverein mit dem Schwimmsport. 1940 zog die Familie nach Rom, wo Pedersoli, nachdem er zwei Schulklassen übersprungen hatte, 1946 ein Studium der Chemie an einer römischen Universität begann. Während des Zweiten Weltkriegs entkam er bei einem Luftangriff auf San Lorenzo knapp dem Tod.
Da seine Familie ein Jahr später nach Südamerika umzog, musste er das Studium abbrechen. In Südamerika arbeitete er als Fließbandarbeiter in Rio de Janeiro, als Bibliothekar in Buenos Aires und als Sekretär in der italienischen Botschaft in Montevideo. 1948 kehrte der 19-Jährige nach Italien zurück und schrieb sich als Student der Rechtswissenschaften ein. 1957 schloss er sein Jurastudium nach sechs Semestern ab. Spencer gab 2011 an, er habe Arzt oder Rechtsanwalt werden wollen, aber dazu sei es wegen seiner vielen anderen Aktivitäten nicht gekommen.

### Schwimmkarriere und erste Filmrollen
Auch während seines Studiums blieb seine Leidenschaft für das Schwimmen erhalten und er war Mitglied der italienischen Wasserballnationalmannschaft. Er wurde italienischer Meister über 100 Meter Freistil, die er am 19. September 1950 als erster Italiener unter einer Minute schwamm. Die italienische Meisterschaft gewann er von 1947 bis 1957 zehn Jahre in Folge: drei Jahre lang im Brustschwimmen, sieben Jahre im Freistil.
1950 hatte er seine erste Statistenrolle als Prätorianer in Kaiser Neros Garde im Monumentalfilm Quo Vadis. Es folgten weitere Kleinrollen in italienischen Produktionen: Siluri umani (1954, deutscher Titel: Torpedomänner greifen an), Un Eroe dei nostri tempi (1955, deutscher Titel: Ein Held unserer Tage), Il Cocco di mamma (1957, deutscher Titel: In einem anderen Land).
1951 nahm er an den Mittelmeerspielen teil und gewann mit 59,7 s die Silbermedaille über 100 Meter Freistil. 1952 nahm er an den Olympischen Spielen in Helsinki teil und wurde bei den Schwimmwettbewerben mit 58,9 s Fünfter im Vorlauf über 100 Meter Freistil. Mit der italienischen 4-mal-200-Meter-Freistilstaffel verpasste er das Finale. Er wurde wegen seiner sportlichen Erfolge mit anderen begabten Sportlern von der Universität Yale eingeladen und verbrachte einige Monate in den USA. Dort erst lernte er die Rollwende, die er bis dahin gar nicht kannte – es gab keine kompetente Unterstützung von außen. Wegen dieses Mangels musste Pedersoli viel selber experimentieren und entwickelte später eine spezielle Kraultechnik, bei der, um die Reichweite zu erhöhen, der Arm beim Nach-Vorne-Greifen im Ellbogen gestreckt ist.
Bei den Mittelmeerspielen 1955 gewann er mit der italienischen Wasserballnationalmannschaft eine Goldmedaille. 1956 nahm er an den Olympischen Spielen in Melbourne teil und erreichte über 100 Meter Freistil den 11. Platz. 1957 beendete er mit 28 Jahren seine Schwimmkarriere und ließ sich zum zweiten Mal in Südamerika nieder. Er sagte damals: „Denn kommt der Ruhm zu schnell, steigt er einem leicht zu Kopf. Bei mir war es kurz davor.“ Er kritisierte auch mehrmals Vorgänge im Spitzensport: Den Wettkampf als Krieg, in dem nur noch der Sieg zählt; die Fußballer, wie Halbgötter verehrt, die sich alles erlauben können, und die Gleichgültigkeit der Fans, ob ihre Leistung sauber erzielt wurde.

### Familiengründung und Wirken in der Musikbranche
In seiner Biografie schilderte er, dass er in seinem hohen Bekanntheitsgrad in Italien eine Gefahr sah, da ein Ex-Champion zwar stets wohlwollende Menschen finde, jedoch dabei riskiere, jemand zu werden, der nur noch von Erinnerungen lebe. Das sei ein wichtiger Grund gewesen, warum er nach Südamerika gezogen sei.
Neun Monate arbeitete er als Vorarbeiter im Fuhrpark beim Bau der Panamericana, anschließend für Alfa Romeo in Caracas. Die Beziehung mit seiner Freundin Maria Amato, der Tochter des Filmproduzenten Giuseppe Amato, hielt er durch Briefwechsel aufrecht. 1960 kehrte er nach Rom zurück und heiratete sie. 1961 wurde ihr gemeinsamer Sohn Giuseppe Pedersoli geboren, ein Jahr später die erste Tochter. 1970 folgte eine zweite Tochter: Diamante.
1959 wirkte er in einer kleinen Rolle im Monumentalfilm Hannibal mit, in dem auch sein späterer Filmpartner Terence Hill eine Rolle spielte. Zwischen 1960 und 1964 arbeitete Pedersoli hauptsächlich als Komponist für die italienische Plattenfirma RCA. Er komponierte neapolitanische Lieder und Lieder für Schlagersängerinnen wie Rita Pavone. Er tourte mit selbstkomponierten Liedern auch durch verschiedene Nachtclubs und begleitete sich dabei auf der Gitarre. 1964 kündigte er seinen Vertrag mit RCA, zudem starb sein Schwiegervater Giuseppe Amato, einer der größten Filmproduzenten Italiens (Das süße Leben, 1960 von Federico Fellini). 1965 gründete Pedersoli eine eigene Produktionsgesellschaft, die Tierdokumentarfilme für das italienische RAI-Fernsehen produzierte.

### Bud Spencer als Pseudonym
1967 bekam er ein Filmangebot vom Regisseur und Bekannten seiner Frau Giuseppe Colizzi für den Italowestern Gott vergibt – Django nie! Dieser Film war der Beginn des Komikerduos Bud Spencer und Terence Hill, der als Ersatz für den ursprünglich geplanten Peter Martell einsprang, der sich am Abend vor dem Drehbeginn den Fuß gebrochen hatte. Bei dem Film handelt es sich noch um einen „ernsthaften“ Western.
Er wurde, nachdem später die ersten Westernkomödien der beiden erfolgreich gewesen waren, neu aufgelegt, indem man ihn mit lockeren Sprüchen angereichert synchronisierte und in Zwei vom Affen gebissen umbenannte. Da der Film teilweise zu brutal war, wurde diese Fassung um rund 13 Minuten gekürzt und bekam eine FSK-16-Freigabe. Auf diese Weise wurde der Film noch einmal ins Kino gebracht. Auch der Folgewestern Hügel der blutigen Stiefel wurde nach diesem Prinzip „aufgearbeitet“ und als Zwei hau’n auf den Putz nochmals veröffentlicht.
Beide Schauspieler nahmen englische Künstlernamen an, da diese sich zur damaligen Zeit besser vermarkten ließen und Pedersoli seinen bekannten Namen nicht ins Lächerliche ziehen wollte. „Als ich kurz vor dem Dreh zu meinem ersten Film stand, wollte ich einen anderen Namen tragen, als den des ehrenwerten Carlo Pedersoli, der als Sportler schon bekannt war.“ Sein Kollege Mario Girotti, den er bereits seit vielen Jahren aus einem Schwimmverein in Rom kannte, wählte aus einer Liste den Namen Terence Hill. Pedersoli erzählte über seinen eigenen, kurz vor Drehbeginn entstandenen Künstlernamen: „Ich hatte keine Liste! Ich hatte eine Flasche Budweiser-Bier – mein Lieblingsbier – vor mir. Und Spencer Tracy war immer mein Lieblingsschauspieler, also war meine Wahl ganz einfach!“

### Karrierehöhepunkt: 1970er und 1980er Jahre

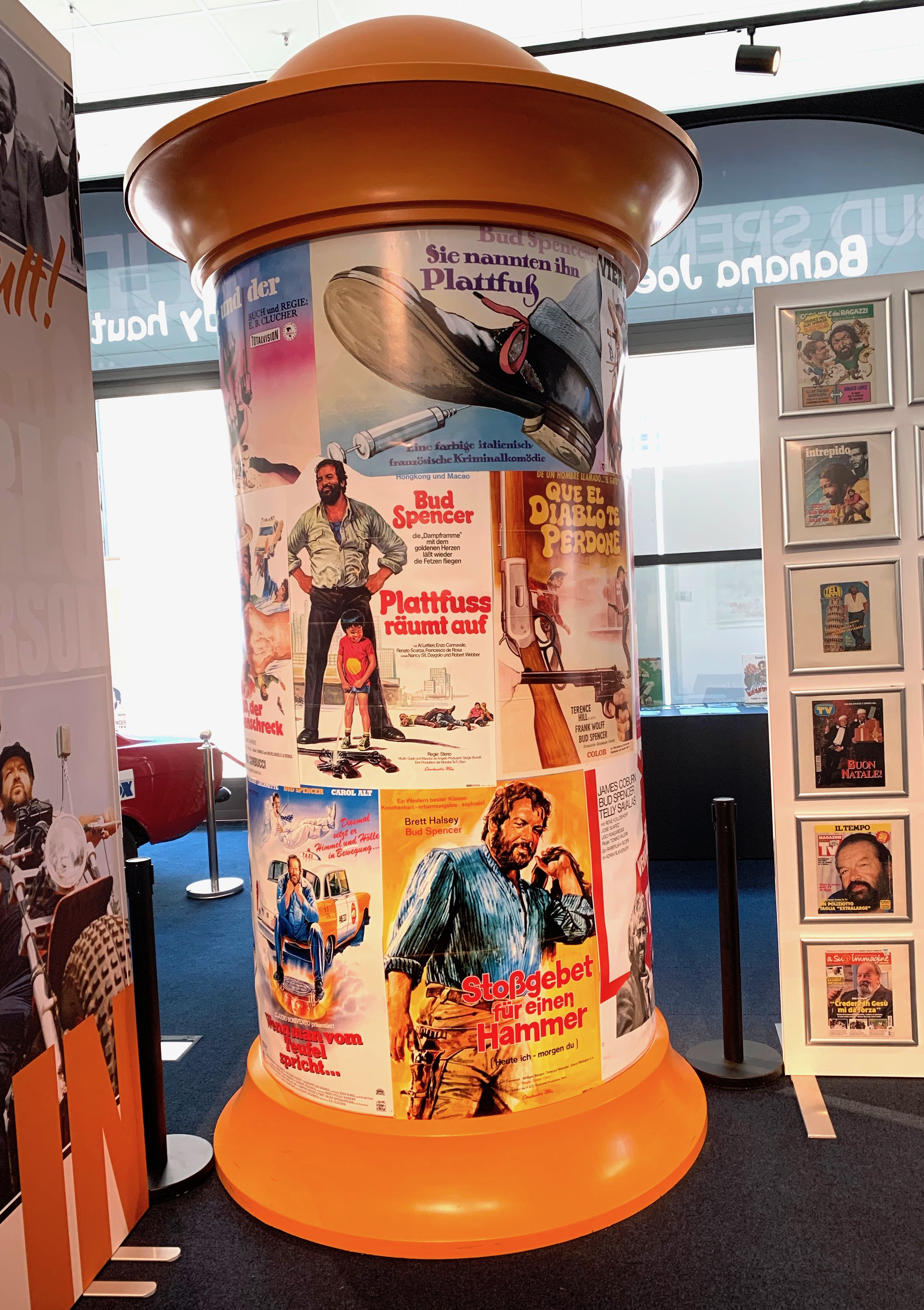
Filmplakate im Bud-Spencer-Museum Berlin

Die 1970er Jahre entwickelten sich zum Siegeszug für das erfolgreiche europäische Filmteam. Der Durchbruch kam mit Die rechte und die linke Hand des Teufels (Originaltitel: Lo chiamavano Trinità, 1970) und besonders mit der Fortsetzung Vier Fäuste für ein Halleluja (… continuavano a chiamarlo Trinità, 1971, in der DDR mit dem Titel Der Kleine und der müde Joe). Mit rund zwölf Millionen Zuschauern ist dieser „Prügel-Western“ einer der erfolgreichsten Filme, die je in den deutschen Kinos liefen.
Das neue Genre der „Hau-drauf-Komödie“ war geboren. Die Komödien mit lockeren Sprüchen, die in der deutschen Synchronisation zu einem großen Teil dem Dialogautor Rainer Brandt zu verdanken sind, und den lustig inszenierten Schlägereien machten das Duo weltbekannt.
Häufig eingesetzt wurde die beidhändige Doppelbackpfeife und der senkrechte Schlag mit der Faust auf den Kopf („Dampfhammer“), mit denen Bud Spencer seine Gegner niederstreckte. Bei den Aufnahmen der Prügelszenen kam es wegen Spencers Kurzsichtigkeit gelegentlich zu echten Treffern. Das Duo wurde mit Laurel und Hardy verglichen, und Spencer bezeichnete Charlie Chaplin als wichtiges Vorbild.
Zusätzlich spielte das Essen in Form von oft lautmalerischen Fressorgien eine zentrale Rolle in vielen Filmen des Genussmenschen Spencer. Die Zeit attestierte ihm eine kindliche „Lust an der Missachtung jeglicher Etikette und Manierlichkeit“. Im Unterschied zu Terence fastete er vor diesen Szenen nicht.
Bud Spencer drehte in den 1970er Jahren insgesamt neun Filme zusammen mit Terence Hill. Ohne ihn war er in dreizehn Filmen zu sehen, unter anderem in der „Plattfuß“-Reihe, die nach seiner eigenen Idee gedreht wurde. Für einige seiner Filme, wie Sie nannten ihn Mücke (Lo chiamavano Bulldozer, 1978) und Das Krokodil und sein Nilpferd (Io sto con gli ippopotami, 1979) schrieb Bud Spencer Songs. 1979 erhielt er den Cinema-Jupiter-Preis als Deutschlands beliebtester Star.
Spencer machte 1975 den Helikopter-Privatpilotenschein und 1977 den Pilotenschein Brevetto e licenza di pilota civile 2° grado (Turismo internazionale) und erwarb Fluglizenzen für die Schweiz und die Vereinigten Staaten. 1981 gründete er die Fluggesellschaft Mistral Air, die er später verkaufte.
In den 1980er Jahren drehte er weitere Filme, unter anderem Banana Joe (1982), für den er auch das Drehbuch schrieb. Auch mit Hill stand er wieder vor der Kamera, wie in Zwei Asse trumpfen auf (Chi trova un amico, trova un tesoro, 1981), Zwei bärenstarke Typen (Nati con la camicia, 1983), Vier Fäuste gegen Rio (Double Trouble, 1984) und Die Miami Cops (Miami Supercops, 1985). Die Zuschauerzahlen der Filme, die nach derselben Erfolgsformel gedreht wurden, gingen allerdings zurück, weshalb Spencer und Hill 1985 ihre Zusammenarbeit einstellten. 1988 war Bud Spencer zum ersten Mal in einer Fernsehserie zu sehen: Jack Clementi – Anruf genügt… (Il Professore, 1988–1989); auch hier arbeitete er am Drehbuch mit.

### Alterswerk: Ab den 1990er Jahren
In den 1990er Jahren war Bud Spencer im Fernsehen mit der in Italien erfolgreichen Serie Zwei Supertypen in Miami (Extralarge, 1990–1993) an der Seite von Philip Michael Thomas aus Miami Vice und später Michael Winslow aus Police Academy zu sehen. Das Drehbuch hierfür schrieb sein Sohn Giuseppe. Für den letzten gemeinsamen Film mit Terence Hill stand er 1994 nach neunjähriger Pause für Die Troublemaker (Botte di Natale) vor der Kamera. In Deutschland sahen jedoch nur rund 100.000 Zuschauer den Film. Bud Spencer und Philip Michael Thomas drehten auch die sechsteilige Serie Zwei Engel mit vier Fäusten.
Danach übernahm Spencer hauptsächlich kleinere und ernste Rollen, die mit dem „Prügelgenre“ nichts mehr zu tun hatten, und stand weniger stark in der Öffentlichkeit. 2005 folgte eine Rolle in der TV-Produktion Padre Speranza – Mit Gottes Segen (Padre Speranza). Im April 2005 kandidierte er bei den italienischen Regionalwahlen für ein Regierungsamt im Latium, der zentralen Region um Rom. Wie viele andere Kandidaten der Forza Italia wurde er aufgrund des unerwartet schlechten Abschneidens der Partei von Silvio Berlusconi nicht gewählt.
Nach fünfjähriger Drehpause kehrte Spencer 2007 an seinem 78. Geburtstag ins Filmgeschäft zurück. In der deutschen Agentenparodie Mord ist mein Geschäft, Liebling übernahm er an der Seite von Nora Tschirner, Rick Kavanian und Christian Tramitz eine Rolle. Der Kinofilm wurde in Berlin und in Italien gedreht. Bei einem Interview zur Filmpremiere in München gab er an, dass er zwar mit seinen Filmen in den 1970er und 1980er Jahren viel Geld verdient habe, aber aufgrund privater Probleme davon nichts mehr übrig sei.
2010 begannen die Arbeiten zu der No-Budget-Produktion Sie nannten ihn Spencer, einem Dokumentarfilm-Fanprojekt über den Menschen Carlo Pedersoli und sein filmisches Alter Ego. Der Film, in dem Bud Spencer seinen letzten Leinwandauftritt absolvierte, feierte beim Filmfest München im Juni 2017 seine Premiere. Zahlreiche langjährige Kino-Weggefährten des Stars wirkten an der Produktion mit.
Im Mai 2010 startete beim italienischen Fernsehsender Canale 5 die TV-Serie Ein Koch für alle Fälle (I delitti del cuoco), in der Bud Spencer einen pensionierten Polizisten spielt, der auf der Insel Ischia ein Restaurant eröffnet. Die Serie wurde inspiriert von Nero Wolfe, einer bekannten Detektivfigur von Rex Stout.
Mitte April 2011 erschien seine Autobiografie Bud Spencer. Mein Leben, meine Filme auf Deutsch. Die Biografie avancierte innerhalb weniger Tage zum Bestseller und erreichte Platz 1 der Spiegel-Bestsellerliste. Wegen des großen Erfolges wurde ein zweiter Teil angekündigt, der im März 2012 erschien und ebenso wie der erste Band mit einer Lesereise durch Deutschland beworben wurde. Das Buch mit dem Titel In achtzig Jahren um die Welt enthält ein gesondertes Kapitel, in dem Spencer Fragen beantwortet, die Fans im Vorfeld im Internet stellen konnten.
Im August 2011 fand im Berliner Kino Babylon die erste deutsche Bud-Spencer-Retrospektive statt. Im Rahmen der Veranstaltungsreihe wurden zahlreiche Spencer-Filme auf der Kinoleinwand gezeigt. Bud Spencer war bei der Eröffnung anwesend. Kuratiert wurde die Reihe vom deutschen Filmpublizisten Friedemann Beyer.
Im März 2012 wurde der Dokumentarfilm Bud’s Best – Die Welt des Bud Spencer vom deutsch-französischen Kultursender Arte im Rahmen der Sendereihe Könige der B-Movies erstausgestrahlt. Der Film von Friedemann Beyer und Irene Höfer porträtiert Spencers Leben und Werk und befasst sich mit seinem Status als popkulturelle Ikone. Die Uraufführung des Films fand im März 2012 im Berliner Babylon-Kino in Anwesenheit des Stars statt.
Nach der Veröffentlichung zweier weiterer Bücher – des philosophischen Kochbuches Ich esse, also bin ich: Mangio ergo sum – Meine Philosophie des Essens (2014) sowie des Erinnerungsbandes Was ich euch noch sagen wollte (2016) – erschien im Frühjahr 2016 das Album Futtetenne auf CD und LP, auf der Spencer zehn zum Teil selbst geschriebene italienische Lieder als Sänger interpretierte. Große Popularität erlangte auch sein offizieller Facebook-Kanal (von ihm Facebud genannt), der zum Zeitpunkt seines Todes rund 1,5 Millionen Follower hatte.
Bud Spencer starb im Juni 2016 im Alter von 86 Jahren in einem Krankenhaus in Rom. Im Interview mit Corriere della Sera gab der zehn Jahre jüngere Terence Hill an, seinen besten Freund verloren zu haben und erschüttert zu sein. Bud Spencer wurde auf dem Cimitero Comunale Monumentale al Campo Verano in Rom beigesetzt.

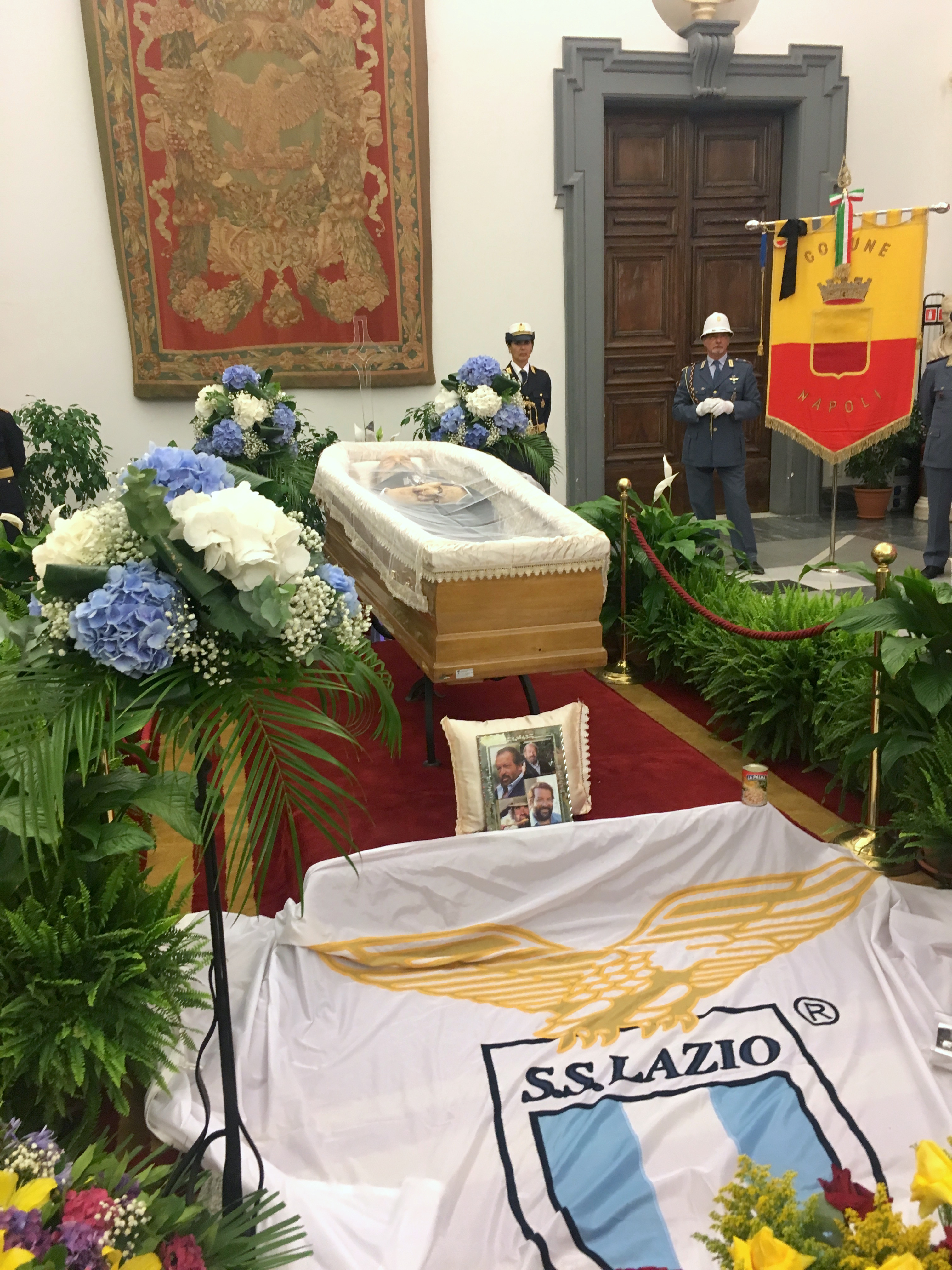
Aufbahrung Juni 2016
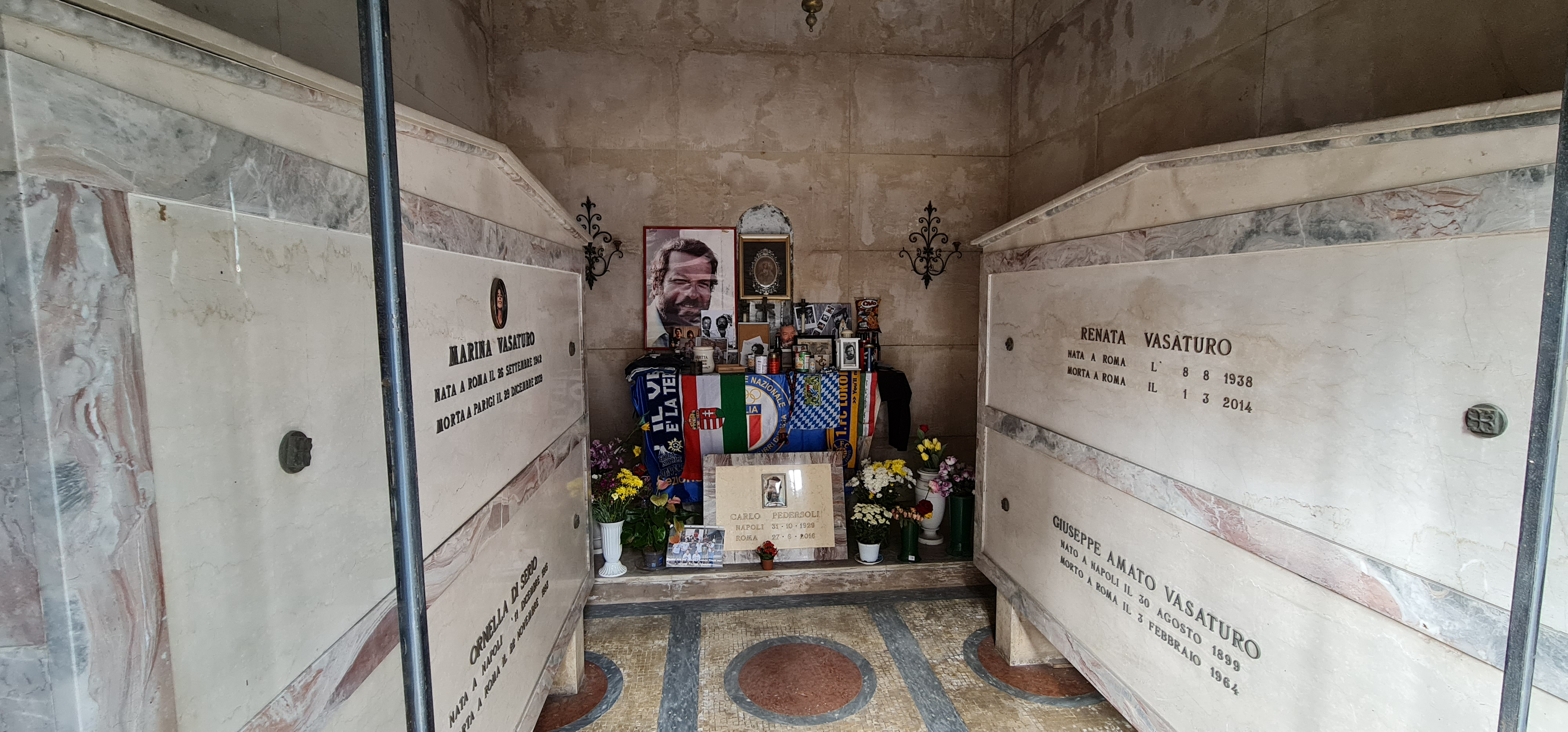
Grabstätte

### Wirken als Erfinder
Pedersoli hat als Erfinder mehrere Patente angemeldet, die jedoch wegen Nichtzahlung der Gebühren erloschen: 1981 erfand er ein Jagdgewehr mit drei Läufen und 1990 ein spezielles Türschloss.

## Deutsche Synchronstimmen
Deutscher Synchronsprecher von Bud Spencer war meist Wolfgang Hess, der ihm in über 25 Filmen sowie in zwei Serien seine Stimme lieh. Insbesondere in den Filmen, die unter der Synchronregie Rainer Brandts bearbeitet wurden, wurde Spencer aber auch von Arnold Marquis und Martin Hirthe gesprochen. Marquis kam dabei auf zehn Einsätze, Hirthe auf sieben.
Weitere Sprecher waren unter anderen Alexander Welbat, Heinz Theo Branding, Edgar Ott, Hans Dieter Zeidler, Engelbert von Nordhausen und Manfred Grote, die ihn alle nur jeweils einmal sprachen. Benno Hoffmann, der zunächst als Stammsprecher Spencers etabliert werden sollte, musste bereits nach zwei Filmen krankheitsbedingt ersetzt werden. Dies führte zum ersten Einsatz für Wolfgang Hess. In der DEFA-Synchronisation von Hügel der blutigen Stiefel wurde Spencer von Ulrich Voß gesprochen. In der Serie Jack Clementi – Anruf genügt.... Synchronisierte Karl-Heinz Krolzyk Bud Spencer.
Zahlreiche Filme mit Bud Spencer wurden mehrfach synchronisiert. Vor allem die frühen Western erhielten nach Spencers Durchbruch in den 1970er und 1980er Jahren eine zweite Synchronfassung, die sich aber nicht mehr am ernsteren Originaltext orientierte, sondern im Stil der späteren Filme mit flapsigen Synchronsprüchen angereichert wurde. Die Filme wurden dazu oftmals auch gekürzt, etwa um Gewaltszenen zu tilgen. Diese Fassungen mit Schnoddersynchronisation entstanden häufig unter der Leitung von Karlheinz Brunnemann, Rainer Brandt, Heinz Petruo und Arne Elsholtz bei der Deutschen Synchron bzw. bei Brandtfilm in Berlin. Einige wurden auch von der MGS-Synchron GmbH in Düsseldorf erstellt. Insbesondere diese Arbeiten wurden für ihre flachen Witze kritisiert, die nicht an die Fassungen aus Berlin heranreichten.
Von Hügel der blutigen Stiefel und Sie verkaufen den Tod existieren sogar jeweils drei deutsche Fassungen. Während im Original von Banana Joe Spencer einen betrunkenen Gast lediglich rauswirft, stellt der Betrunkene im Deutschen die Frage: „Weißt du eigentlich, wer ich bin?“ Darauf antwortet Spencer: „Ja, ja, die Biene Maja!“ In dieser Szene wurde der Betrunkene von Eberhard Storeck synchronisiert, der ebenfalls die Figur Willi in Biene Maja synchronisierte.

## Würdigung

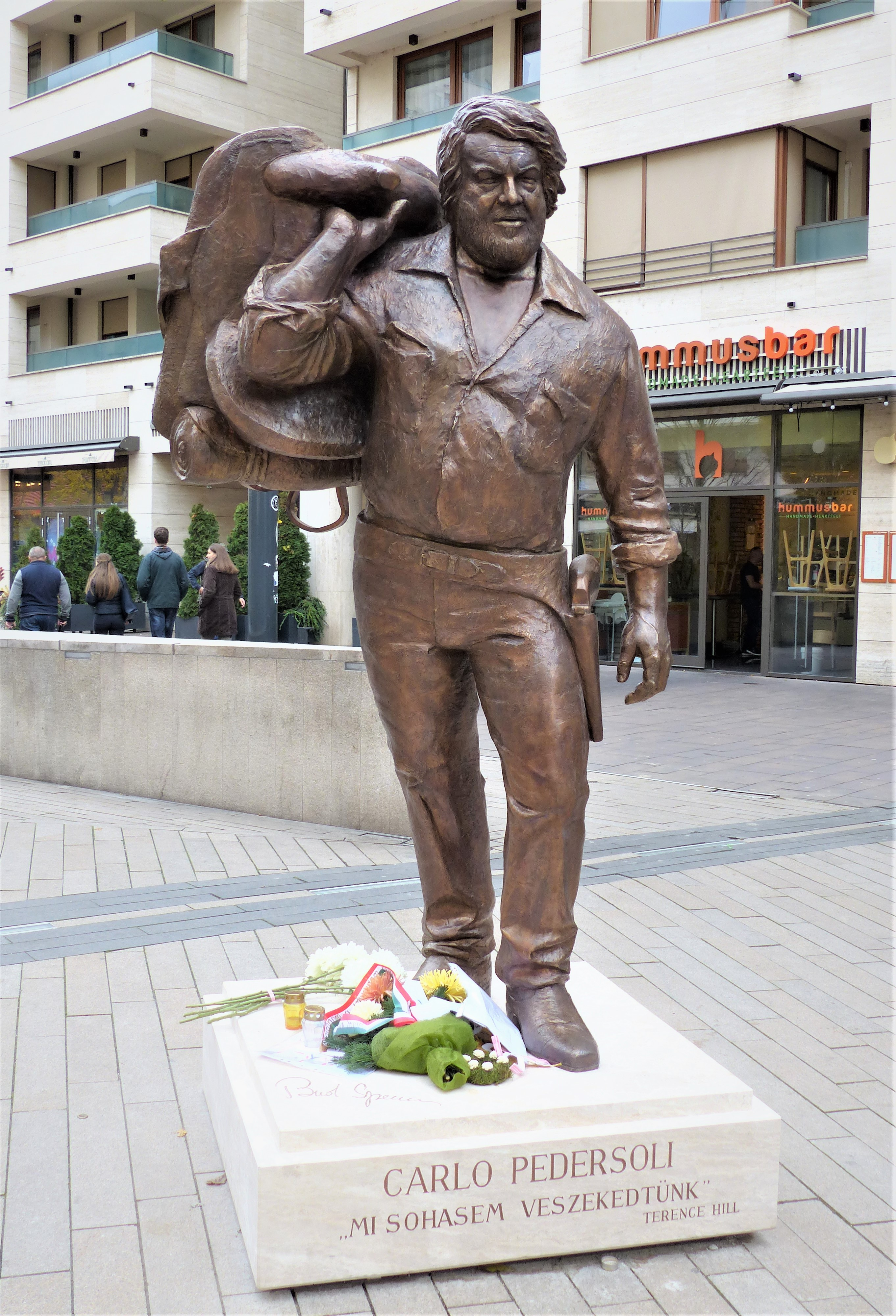
Bud-Spencer-Statue in Budapest

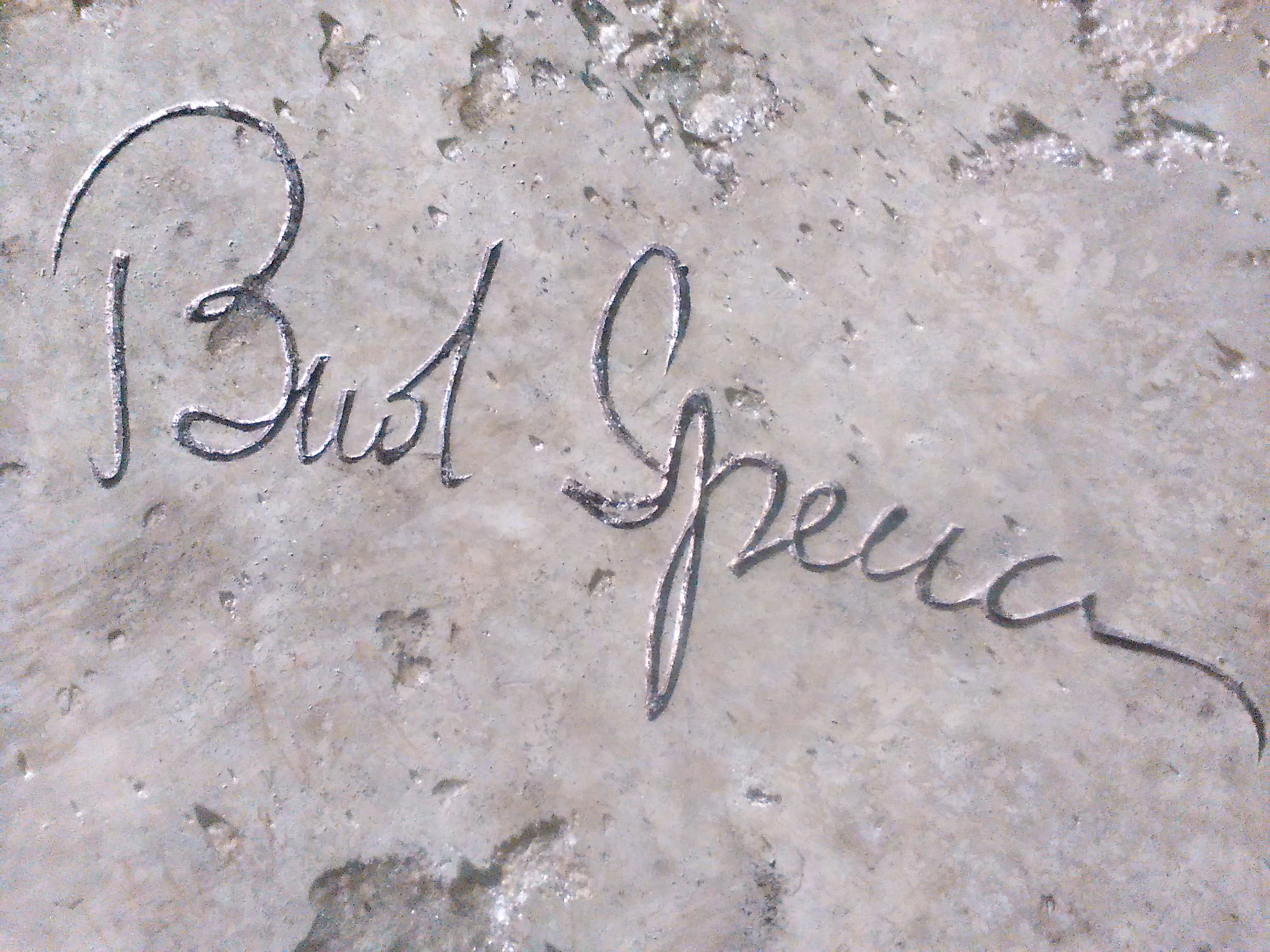
Unterschrift von Bud Spencer, Gravur am Sockel der Statue

Das städtische Freibad im Schießtal in Schwäbisch Gmünd wurde 2011 in Bud-Spencer-Bad umbenannt. Anlass war, dass Spencer in Schwäbisch Gmünd unter seinem bürgerlichen Namen Carlo Pedersoli 1951 als Schwimmer und 1954 als Wasserballer an Wettbewerben teilgenommen hatte (mehr unter dem Abschnitt Kontroverse um Benennung in Schwäbisch Gmünd).
Der Bud Spencer Park in Budapest wurde 2021 offiziell benannt. Ursprünglich war dieser Name ein Scherz der Satirepartei Magyar Kétfarkú Kutya Párt. Die Partei hatte den Park mit einer öffentlichen Feier 2016 im Todesjahr Spencers „umbenannt“. Diese Idee fand jedoch in einer anschließenden städtischen Umfrage eine große Mehrheit. Da Menschen in Ungarn mindestens fünf Jahre verstorben sein müssen, bevor öffentliche Orte nach ihnen benannt werden können, fand die offizielle Umbenennung erst 2021 statt.
Am 11. November 2017 wurde eine Statue von Bud Spencer in der Corvin sétány, der Corvin-Promenade im 8. Bezirk, Józsefváros, von Budapest in Anwesenheit seiner Tochter Cristina Pedersoli und Distriktsbürgermeister Máté Kocsis enthüllt. Der Bronzeguss der Künstlerin Szandra Tasnadi ist 2,40 Meter hoch und 500 Kilogramm schwer. Filme mit ihm wurden schon in der kommunistischen Zeit in Ungarn häufig gezeigt und sind noch heute sehr beliebt.
Das Miniatur Wunderland in Hamburg ehrt Bud Spencer mit einer Gedenkplakette in der Darstellung der Stadt Rom. Seit 2001 finden in Deutschland Bud Spencer und Terence Hill Fantreffen an wechselnden Orten statt. 2018 kamen 4000 Besucher zu diesem Festival. Seit Juni 2021 gibt es in Berlin das Bud-Spencer-Museum (Unter den Linden).

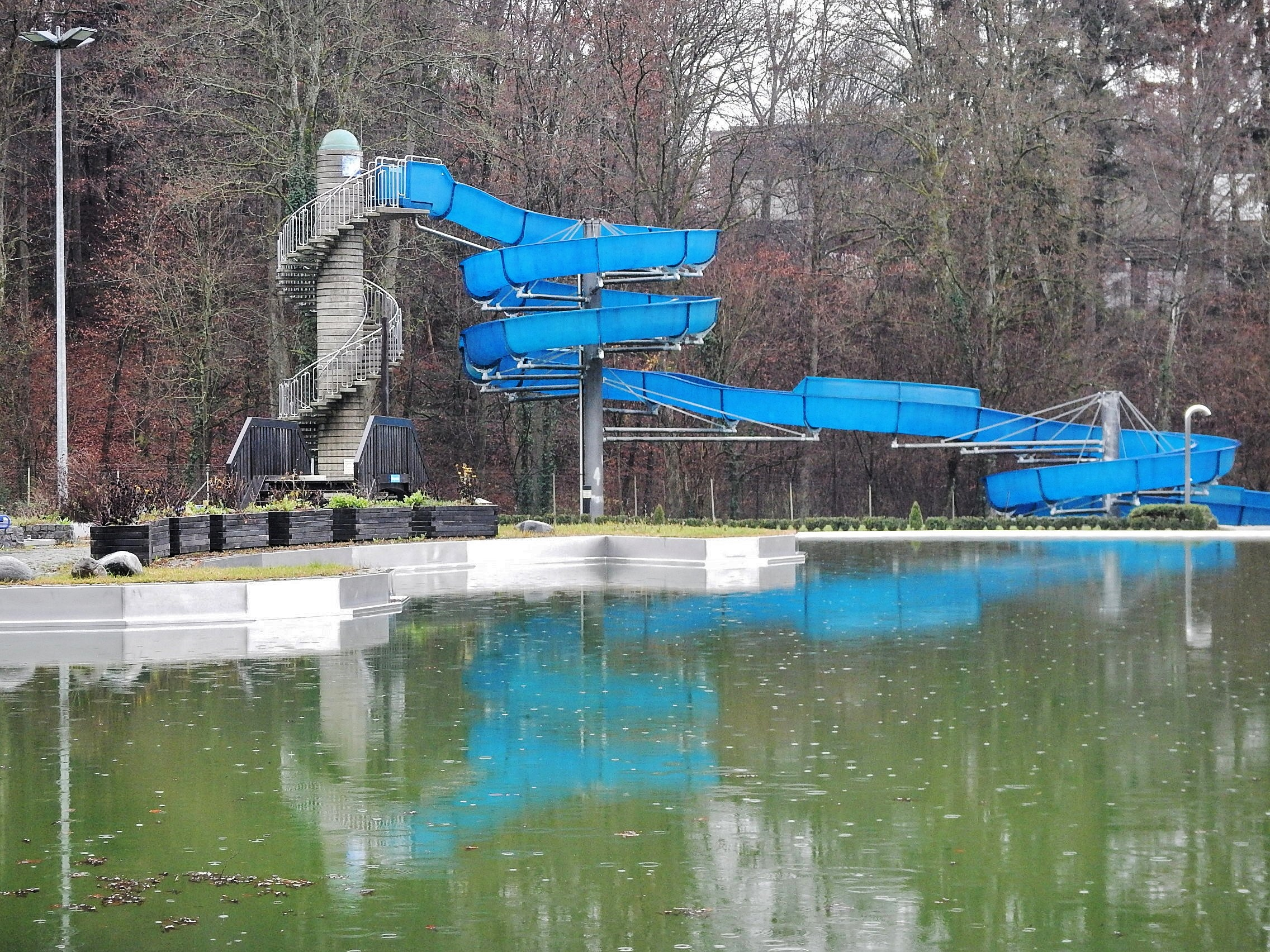
Bud-Spencer-Bad
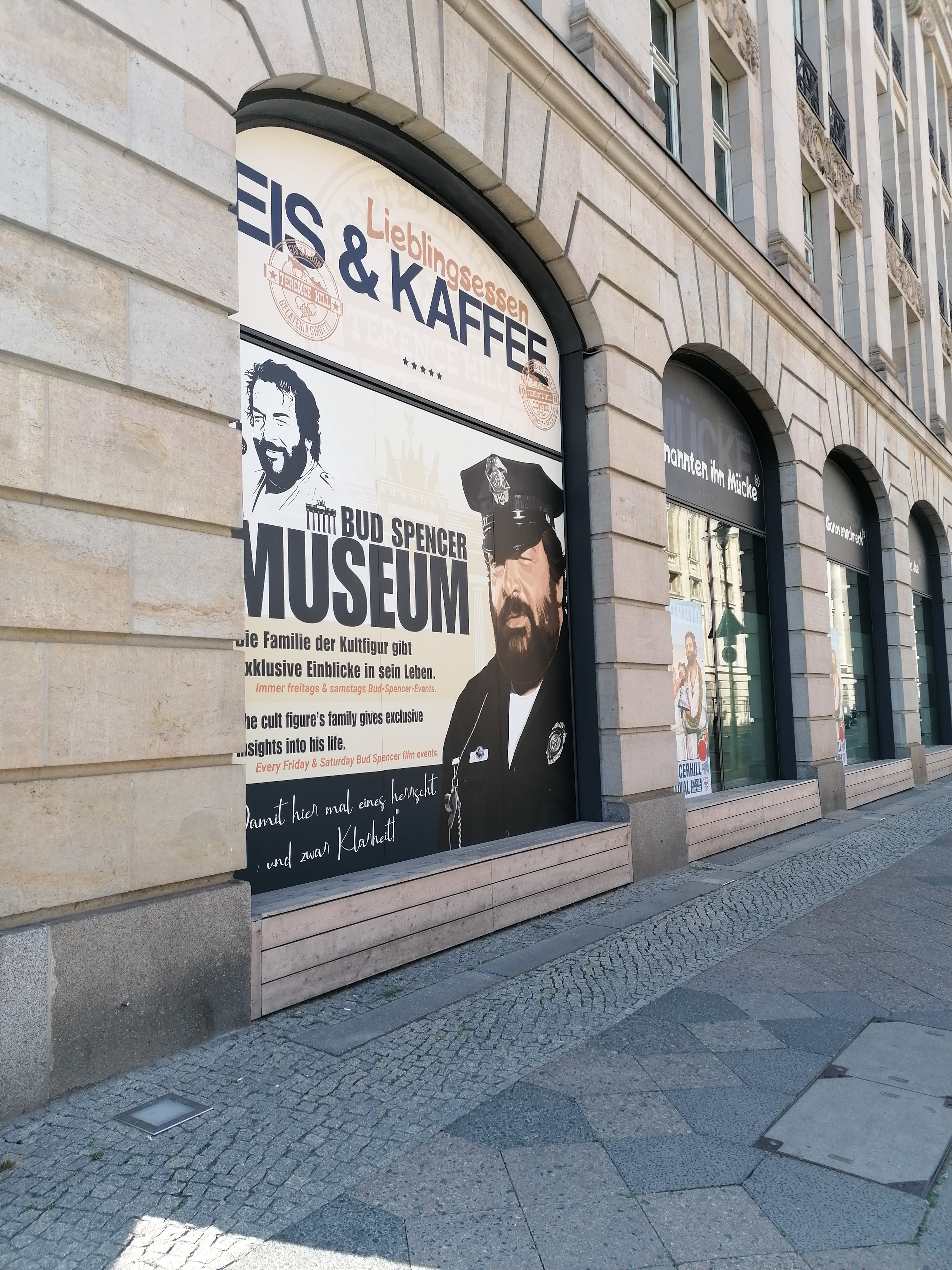
Fenster des Bud-Spencer-Museums in Berlin
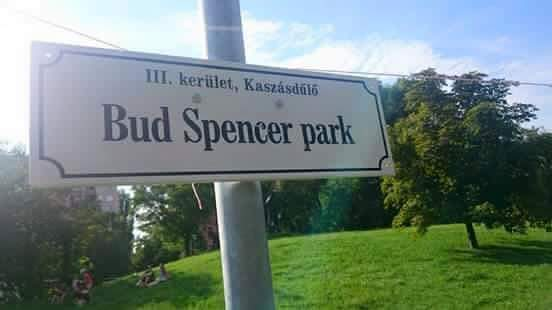
Schild des Bud-Spencer-Parks in Budapest

### Auszeichnungen
- 1975: Bambi
- 1979: Jupiter (Kategorie: Bester Internationaler Darsteller) und BRAVO Otto in Silber
- 1980: Jupiter (Kategorie: Bester Internationaler Darsteller) und BRAVO Otto in Silber
- 1990: Premio François Truffaut beim Giffoni Film Festival
- 1996: Premio François Truffaut beim Giffoni Film Festival
- 2004: Nominiert für den Nastro d’Argento des Sindacato Nazionale Giornalisti Cinematografici Italiani in der Kategorie Bester Nebendarsteller im Film Cantando dietro i paraventi
- 2008: Grande Ufficiale Ordine al Merito della Repubblica Italiana: Großoffizier des Verdienstordens der Italienischen Republik[45]
- 2010: David-di-Donatello-Spezialpreis für das Lebenswerk

## Rezeption
Die Plattenfirma Sunny Bastards veröffentlichte das Tributalbum A Street Tribute to Bud Spencer & Terence Hill. Auf dem Album sind verschiedene Bands, vornehmlich aus dem Bereich Punk und Oi!, zu hören, die Lieder über die beiden spielen oder Lieder aus den verschiedenen Soundtracks neu vertonten.
2011 veröffentlichte die italienische Rockband Controtempo den Song Come Bud Spencer e Terence Hill. Im dazugehörigen Musikvideo haben Terence Hill und Bud Spencer einen Gastauftritt.
Im Dezember 2017 wurde das Computerspiel Bud Spencer & Terence Hill: Slaps and Beans veröffentlicht, in dem man sich als Spencer und Hill durch verschiedene Szenarien bekannter Filme prügelt.

## Kontroverse um Benennung in Schwäbisch Gmünd
Bud Spencer geriet 2011 zum Gegenstand einer Kontroverse über die Benennung eines neuen Straßentunnels auf der Bundesstraße 29 in Schwäbisch Gmünd. Unter der Bezeichnung „Namen für den Gmünder Tunnel“ hielt die Stadt bis zum 1. Juli 2011 auf ihrer Website ein öffentliches Verfahren zur Einreichung von Namensvorschlägen für den Tunnel Schwäbisch Gmünd ab. Aus 82 vorausgewählten Namensvorschlägen wurde bis zum 25. Juli abgestimmt. Durch die Teilnahme tausender Mitglieder einer Facebook-Gruppe entfielen die mit Abstand meisten Stimmen auf den Vorschlag Bud-Spencer-Tunnel. Spencer zeigte sich über den Zuspruch nach eigenen Worten „zutiefst geehrt“. Der Gemeinderat der Stadt unter Vorsitz von Oberbürgermeister Richard Arnold betrachtete das Abstimmungsergebnis jedoch nicht als bindend und der Vorschlag, das Bauwerk nach Spencer zu benennen, wurde abgelehnt.
Alternativ beschloss der Schwäbisch Gmünder Gemeinderat, das städtische Freibad im Schießtal in Bud-Spencer-Bad umzubenennen, da Carlo Pedersoli dort am 7. und 8. Juli 1951 an einem zwischen Deutschland und Italien ausgetragenen Schwimmwettbewerb teilgenommen und im 100-m-Kraul (59,8 Sekunden) gewonnen hatte. Die Umbenennung des Freibades fand am 2. Dezember 2011 statt und wurde von Bud Spencer persönlich vorgenommen.

## Filmografie (Auswahl)
- 1950: Quel fantasma di mio marito
- 1951: Quo vadis? (Quo Vadis)
- 1954: Torpedomänner greifen an (Siluri umani)
- 1955: Ein Held unserer Tage (Un eroe dei nostri tempi)
- 1957: Il cocco di mamma
- 1957: In einem anderen Land (A Farewell to Arms)
- 1959: Hannibal (Annibale)
- 1967: Gott vergibt – Django nie! (Dio perdona… io no!)
- 1968: Die letzte Rechnung zahlst du selbst (Al di là della legge)
- 1968: Heute ich… morgen Du! (auch Der Dicke ist nicht zu bremsen) (Oggi a me… domani a te)
- 1968: Vier für ein Ave Maria (I quattro dell’Ave Maria)
- 1969: Hügel der blutigen Stiefel (La collina degli stivali)
- 1969: Die fünf Gefürchteten (Un esercito di 5 uomini)
- 1969: Die im Dreck krepieren (Gott mit uns (Dio è con noi))
- 1970: Die rechte und die linke Hand des Teufels (Lo chiamavano Trinità…)
- 1971: Freibeuter der Meere (Il corsaro nero)
- 1971: Vier Fliegen auf grauem Samt (4 mosche di velluto grigio)
- 1972: Halleluja… Amigo (Si può fare… amigo!)
- 1972: Der Sizilianer (Torino nera)
- 1972: Sie verkaufen den Tod (Una ragione per vivere e una per morire)
- 1972: Vier Fäuste für ein Halleluja (…continuavano a chiamarlo Trinità)
- 1972: Zwei Himmelhunde auf dem Weg zur Hölle (…più forte ragazzi!)
- 1973: Auch die Engel essen Bohnen (Anche gli angeli mangiano fagioli)
- 1973: Sie nannten ihn Plattfuß (Piedone lo sbirro)
- 1974: Zwei wie Pech und Schwefel (…altrimenti ci arrabbiamo!)
- 1974: Zwei Missionare (Porgi l’altra guancia)
- 1975: Plattfuß räumt auf (Piedone a Hong Kong)
- 1976: Hector, der Ritter ohne Furcht und Tadel (Il soldato di ventura)
- 1976: Zwei außer Rand und Band (I due superpiedi quasi piatti)
- 1977: Charleston – Zwei Fäuste räumen auf (Charleston)
- 1977: Plattfuß in Afrika (Piedone l’africano)
- 1978: Zwei sind nicht zu bremsen (Pari e dispari)
- 1978: Sie nannten ihn Mücke (Lo chiamavano Bulldozer)
- 1979: Der Große mit seinem außerirdischen Kleinen (Uno Sceriffo extraterrestre… poco extra e molto terrestre)
- 1979: Plattfuß am Nil (Piedone d’Egitto)
- 1979: Das Krokodil und sein Nilpferd (Io sto con gli ippopotami)
- 1980: Buddy haut den Lukas (Chissà perché… capitano tutte a me)
- 1981: Zwei Asse trumpfen auf (Chi trova un amico trova un tesoro)
- 1981: Eine Faust geht nach Westen (Occhio alla penna)
- 1982: Banana Joe
- 1982: Der Bomber (Bomber)
- 1983: Bud, der Ganovenschreck (Cane e gatto)
- 1983: Zwei bärenstarke Typen (Nati con la camicia)
- 1984: Vier Fäuste gegen Rio (Non c’è due senza quattro)
- 1985: Die Miami Cops (Miami Supercops, I poliziotti dell’8ª strada)
- 1986: Aladin (Superfantagenio)
- 1988–1989: Jack Clementi – Anruf genügt… (Il professore) (Fernsehserie, 6 Folgen)
- 1990–1993: Zwei Supertypen in Miami (Extralarge) (Fernsehserie, 12 Folgen)
- 1991: Wenn man vom Teufel spricht (Un piede in paradiso)
- 1994: Die Troublemaker (Botte di Natale)
- 1996: Zwei Engel mit vier Fäusten (Noi siamo angeli) (Fernsehserie, 6 Folgen)
- 1997: Feuerwerk (Fuochi d’artificio)
- 1997: In den Armen der Bestie (Al limite)
- 1998: Tre per sempre (Fernsehserie, 8 Folgen)
- 2000: Söhne des Windes (Hijos del viento)
- 2000: Kino kolossal – Herkules, Maciste & Co. (Dokumentarfilm)
- 2003: Cantando dietro i paraventi
- 2005: Padre Speranza – Mit Gottes Segen (Padre Speranza) (Fernsehfilm)
- 2008: Brot und Öl (Pane e olio) (Fernsehfilm)
- 2009: Mord ist mein Geschäft, Liebling
- 2010: Ein Koch für alle Fälle (I delitti del cuoco, Fernsehserie, 11 Folgen)

## Sonstiges
Anders als seine Filmcharaktere war Spencer überzeugter Pazifist.

## Autobiografische Veröffentlichungen
- mit Lorenzo De Luca und David De Filippi: Mein Leben, meine Filme. Die Autobiografie. Schwarzkopf & Schwarzkopf, Berlin 2011, ISBN 978-3-86265-041-5.
- mit Lorenzo de Luca: In achtzig Jahren um die Welt. Der zweite Teil meiner Autobiografie. Schwarzkopf & Schwarzkopf, Berlin 2012, ISBN 978-3-86265-107-8.
- mit Lorenzo de Luca: Ich esse, also bin ich: Mangio ergo sum – Meine Philosophie des Essens. Schwarzkopf & Schwarzkopf, Berlin 2014, ISBN 978-3-86265-432-1.
- mit Lorenzo de Luca: Was ich euch noch sagen wollte … Schwarzkopf & Schwarzkopf, Berlin 2016, ISBN 978-3-86265-529-8.